# VM i badminton 1987
VM i badminton 1987 var det femte VM i badminton afholdt af International Badminton Federation. Mesterskabet blev afviklet i Capitol Sports Hall i Beijing, Kina i perioden 18. - 24. maj 1987. Kina var VM-værtsland for første gang, og værtslandet løb med samtlige fem guldmedaljer. Det var ikke sket tidligere, at et land havde vundet alle fem VM-titler ved samme mesterskab.
Han Aiping blev den første spiller i VM-historien, som med held forsvarede et verdensmesterskab, da hun for andet VM i træk sejrede i damesingle. De øvrige tre medaljer i damesingle blev også vundet af kinesere, og det var første gang at alle fire medaljer i en række blev vundet af spillere fra samme land.

## Medaljevindere
| Række        | Guld                      | Sølv                           | Bronze                               | Bronze                          |
| ------------ | ------------------------- | ------------------------------ | ------------------------------------ | ------------------------------- |
| Herresingle  | Yang Yang                 | Morten Frost                   | Zhao Jianhua                         | Icuk Sugiarto                   |
| Damesingle   | Han Aiping                | Li Lingwei                     | Zheng Yuli                           | Gu Jiaming                      |
| Herredouble  | Li Yongbo Tian Bingyi     | Jalani Sidek Razif Sidek       | Jens Peter Nierhoff Michael Kjeldsen | Park Joo-Bong Kim Moon-Soo      |
| Damedouble   | Lin Ying Guan Weizhen     | Li Lingwei Han Aiping          | Kim Yun-Ja Chung So-Young            | Chung Myung-Hee Hwang Hye-Young |
| Mixed double | Wang Pengren Shi Fangjing | Lee Deuk-Choon Chung Myung-Hee | Martin Dew Gillian Gilks             | He Yiming Yang Xinfang          |

### Medaljetabel
| Land       | Guld | Sølv | Bronze | Total |
| ---------- | ---- | ---- | ------ | ----- |
| Kina       | 5    | 2    | 4      | 11    |
| Sydkorea   | -    | 1    | 3      | 4     |
| Danmark    | -    | 1    | 1      | 2     |
| Malaysia   | -    | 1    | -      | 1     |
| Indonesien | -    | -    | 1      | 1     |
| England    | -    | -    | 1      | 1     |